# Arc à lambrequins

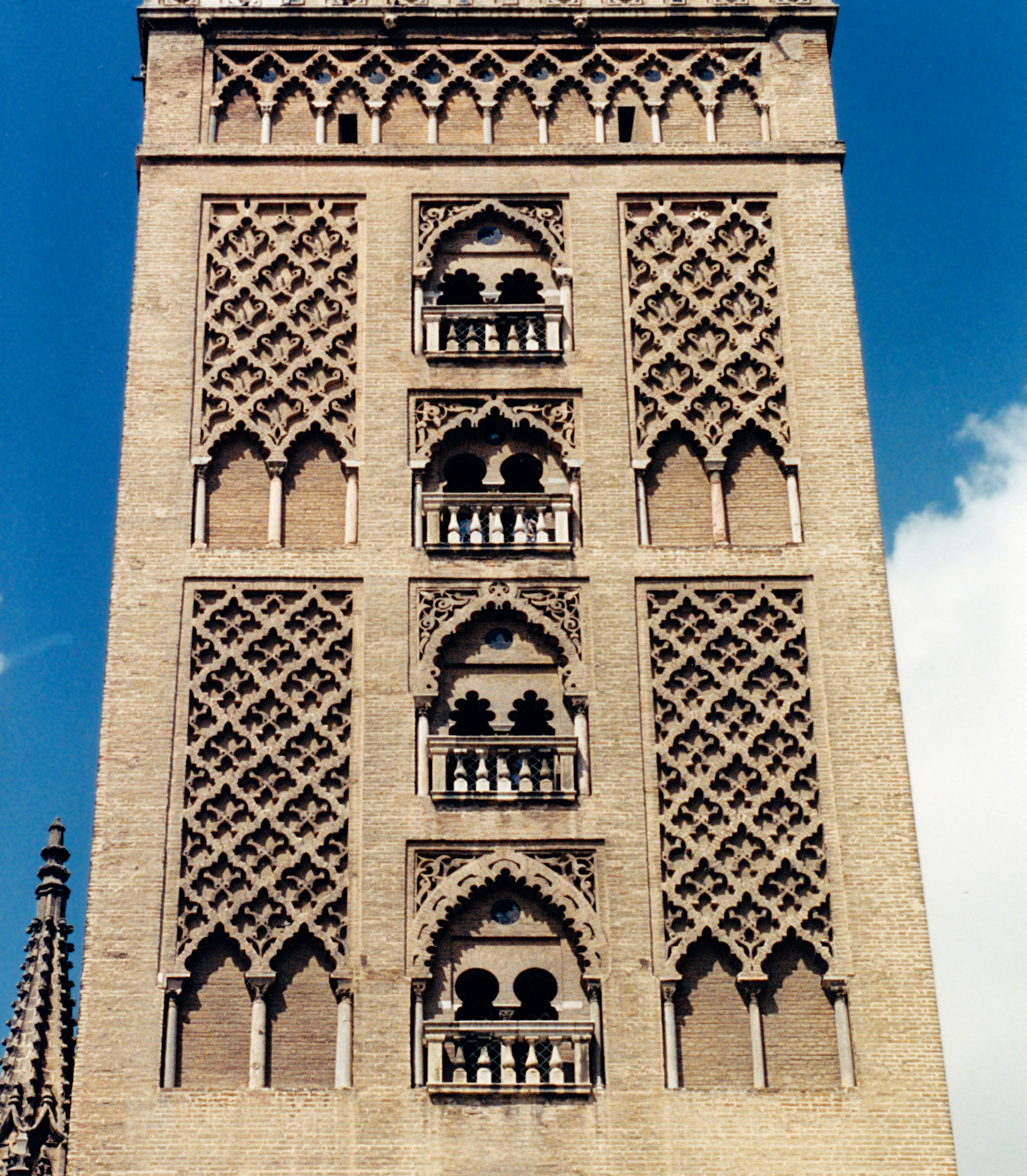
Giralda : arcs à lambrequins (grands arcs des trois derniers niveaux de la travée centrale).

L'arc à lambrequins est un type d'arc dérivé de l'arc recti-curviligne dont l'intrados présente à son sommet plusieurs lobes qui diffèrent des autres tant par leur forme (outrepassée brisée et non en plein cintre) que par leur orientation (verticale et non radiale).

## L'arc à lambrequins dans l'architecture almohade
L'arc à lambrequins est apparu dans l'architecture almohade au XIIIe siècle par évolution de l'arc recti-curviligne hérité de l'architecture des royaumes de taïfa.
Le plus bel exemple de ce type d'arc se trouve au niveau du portique du Patio del Yeso situé à l'arrière de l'Alcazar de Séville.
L'arc à lambrequins orne également la travée centrale des trois étages supérieurs de la Giralda de Séville.

## L'arc à lambrequins dans l'architecture maghrébine
L'arc à lambrequins a été repris par l'architecture maghrébine : il orne par exemple la porte Bab Jmouâa de la ville d'Ouazzane au Maroc.

## Type d'arc dérivé
- Arc à muqarnas